# Luke Harper
Jonathan Huber (n. 16 decembrie 1979, Rochester, New York, SUA – d. 26 decembrie 2020, Florida, SUA), mai bine cunoscut sub numele de Luke Harper, a fost un wrestler profesionist și actor american, care a fost cunoscut pentru cariera avută în WWE.
Înainte de a lucra în WWE, el a fost cunoscut ca Brodie Lee pe circuitul independent, subliniind pas cu companii, cum ar fi Dragon Gate, Dragon Gate USA, Jersey All Pro Wrestling, Evolve, și CHIKARA, printre altele.
Printre realizările sale, se afla o centura ca WWE Intercontinental Championship și o dată Campion în Perechi din NXT lângă Erick Rowan.

## Manevre de final
- Discus clothesline sau lariat: 2013-2020

## Campionate și realizări
- Rochester Pro Wrestling/NWA Upstate/NWA New York
  - NWA Upstate Kayfabe Dojo Championship (1 data)
  - NWA Upstate/NWA New York Heavyweight Championship (3 ori)
  - RPW Tag Team Championship (1 data) – con Freddie Midnight
  - RPW/NWA Upstate Television Championship (1 data)
- Squared Circle Wrestling
  - 2CW Heavyweight Championship (2 ori)
- World of Hurt Wrestling
  - WOHW United States Championship (3 ori)
- NWA Mississippi
  - NWA Southern Television Championship (1 data)
- NWA Empire
  - NWA Empire Heavyweight Championship (1 data)
- Next Era Wrestling
  - NEW Heavyweight Championship (1 data)
- Alpha-1 Wrestling
  - A1 Zero Gravity Championship (1 data)
- Jersey All Pro Wrestling
  - JAPW Heavyweight Championship (1 data)
  - JAPW New Jersey State Championship (1 data)
  - JAPW Tag Team Championship (1 data) – con Necro Butcher
- NXT Wrestling
  - NXT Tag Team Championship (1 data) – con Erick Rowan

- World Wrestling Entertainment
  - WWE Intercontinental Championship (1 data)
  - WWE SmackDown Tag Team Championship (2 ori, prezent) – cu Bray Wyatt și Randy Orton (1)1[4] și Rowan (1, prezent)